# Brèches
Cet article possède un paronyme, voir Brèche.
Brèches est une commune française située dans le département d'Indre-et-Loire, en région Centre-Val de Loire.

## Géographie

### Localisation
Brèches est située au nord du département d'Indre-et-Loire. La commune est située aux limites du Haut-Anjou historique. Elle fait partie de la Touraine angevine.
| Chenu Sarthe |          | Saint-Paterne-Racan |
| Couesmes     | Brèches  |                     |
|              | Souvigné | Sonzay              |

### Hydrographie

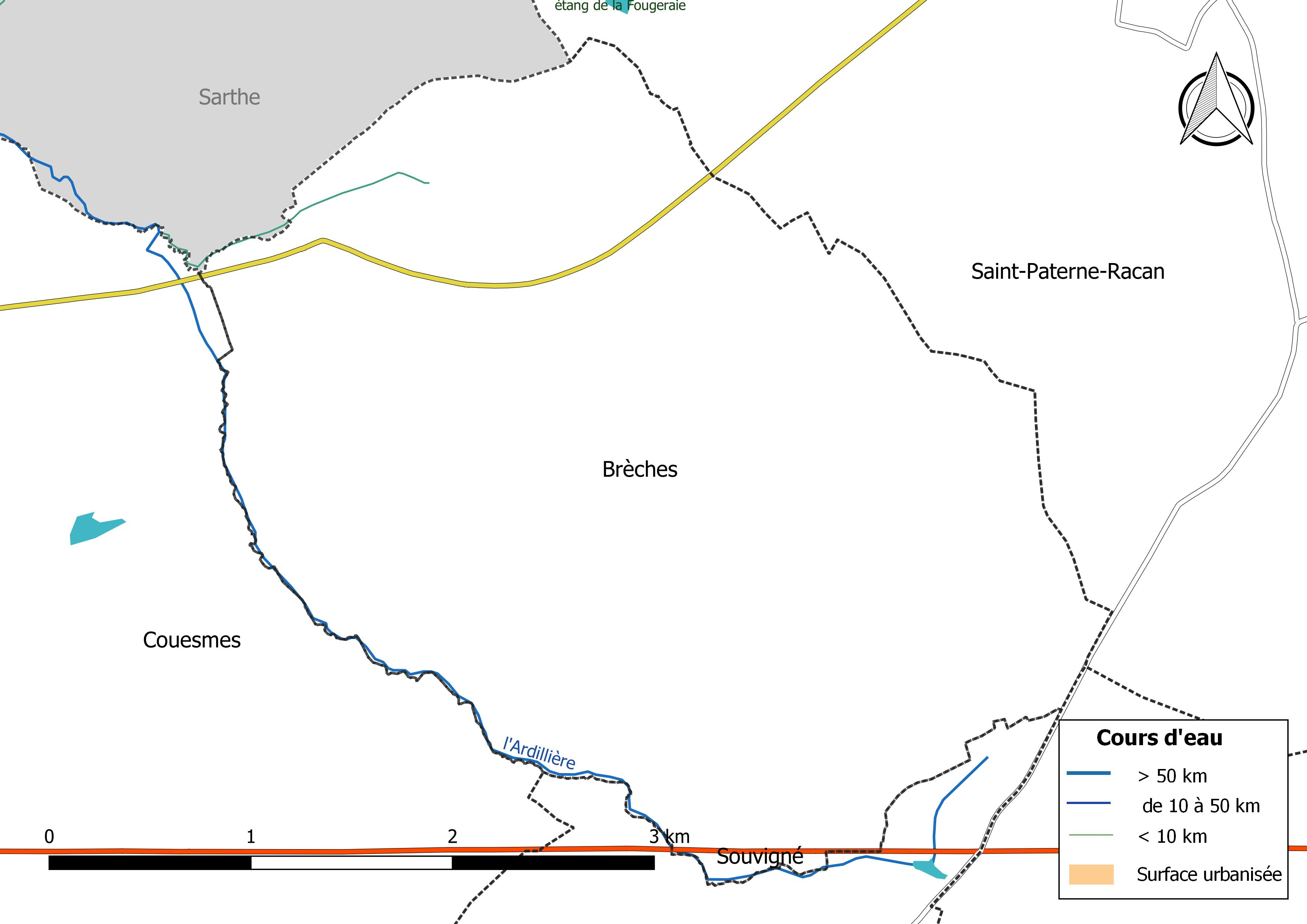
Réseau hydrographique de Brèches.

Le réseau hydrographique communal, d'une longueur totale de 4,31 km, comprend un cours d'eau notable, l'Ardillière (3,371 km), qui constitue la limite séparative ouest de la commune,.
L'Ardillière, d'une longueur totale de 11,8 km, prend sa source dans la commune de Souvigny et se jette dans la Fare au droit de la commune de Villiers-au-Bouin, après avoir traversé 5 communes.
Ce cours d'eau est classé dans la liste 2 au titre de l'article L. 214-17 du code de l'environnement sur le Bassin Loire-Bretagne. Du fait de ce classement, tout ouvrage doit être géré, entretenu et équipé selon des règles définies par l'autorité administrative, en concertation avec le propriétaire ou, à défaut, l'exploitant. 
Sur le plan piscicole, l'Ardillière est classée en deuxième catégorie piscicole. Le groupe biologique dominant est constitué essentiellement de poissons blancs (cyprinidés) et de carnassiers (brochet, sandre et perche).
Trois zones humides ont été répertoriées sur la commune par la direction départementale des territoires (DDT) et le conseil départemental d'Indre-et-Loire : « la vallée de l'Ardillère de Montigny à la confluence avec la Fare », « la vallée de l'Ardillière de la Baronnière à la Thibaudière » et « la vallée des Fontaines de Grivau »,.

### Climat
Pour des articles plus généraux, voir Climat du Centre-Val de Loire et Climat d'Indre-et-Loire.
En 2010, le climat de la commune est de type climat océanique dégradé des plaines du Centre et du Nord, selon une étude du CNRS s'appuyant sur une série de données couvrant la période 1971-2000. En 2020, Météo-France publie une typologie des climats de la France métropolitaine dans laquelle la commune est dans une zone de transition entre le climat océanique et le climat océanique altéré et est dans la région climatique Moyenne vallée de la Loire, caractérisée par une bonne insolation (1 850 h/an) et un été peu pluvieux.
Pour la période 1971-2000, la température annuelle moyenne est de 11,2 °C, avec une amplitude thermique annuelle de 14,8 °C. Le cumul annuel moyen de précipitations est de 727 mm, avec 11,2 jours de précipitations en janvier et 6,9 jours en juillet. Pour la période 1991-2020, la température moyenne annuelle observée sur la station météorologique de Météo-France la plus proche, sur la commune de Saint-Christophe-sur-le-Nais à 8 km à vol d'oiseau, est de 12,1 °C et le cumul annuel moyen de précipitations est de 682,2 mm,. Pour l'avenir, les paramètres climatiques de la commune estimés pour 2050 selon différents scénarios d'émission de gaz à effet de serre sont consultables sur un site dédié publié par Météo-France en novembre 2022.

## Urbanisme

### Typologie
Au 1er janvier 2024, Brèches est catégorisée commune rurale à habitat très dispersé, selon la nouvelle grille communale de densité à sept niveaux définie par l'Insee en 2022.
Elle est située hors unité urbaine. Par ailleurs la commune fait partie de l'aire d'attraction de Tours, dont elle est une commune de la couronne,. Cette aire, qui regroupe 162 communes, est catégorisée dans les aires de 200 000 à moins de 700 000 habitants,.

### Occupation des sols
L'occupation des sols de la commune, telle qu'elle ressort de la base de données européenne d’occupation biophysique des sols Corine Land Cover (CLC), est marquée par l'importance des territoires agricoles (85,3 % en 2018), une proportion identique à celle de 1990 (85,3 %). La répartition détaillée en 2018 est la suivante : 
terres arables (43,2 %), prairies (35,4 %), forêts (14,7 %), zones agricoles hétérogènes (4,5 %), cultures permanentes (2,2 %). L'évolution de l’occupation des sols de la commune et de ses infrastructures peut être observée sur les différentes représentations cartographiques du territoire : la carte de Cassini (XVIIIe siècle), la carte d'état-major (1820-1866) et les cartes ou photos aériennes de l'IGN pour la période actuelle (1950 à aujourd'hui).

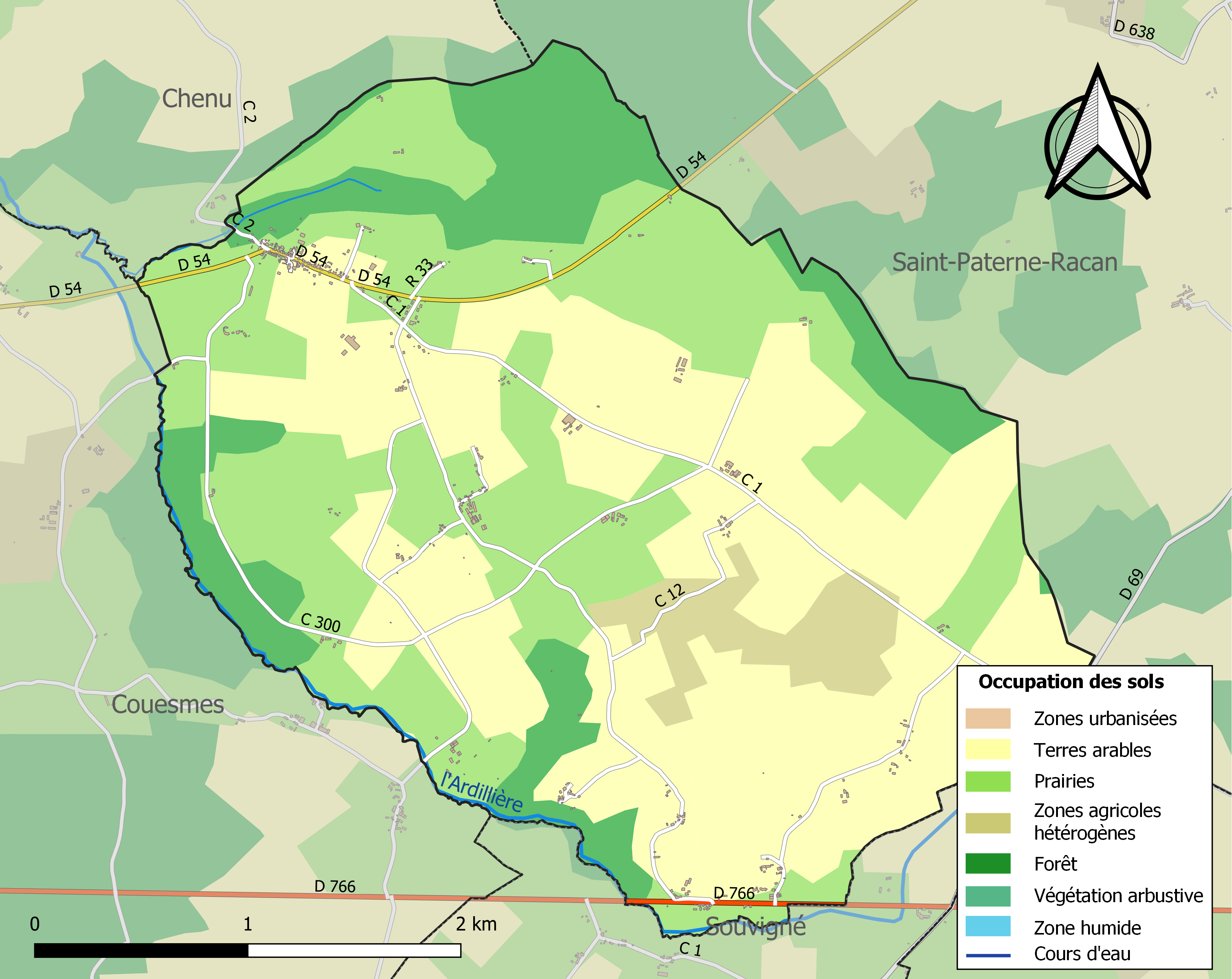
Carte des infrastructures et de l'occupation des sols de la commune en 2018 (CLC).

### Risques majeurs
Le territoire de la commune de Brèches est vulnérable à différents aléas naturels : météorologiques (tempête, orage, neige, grand froid, canicule ou sécheresse), feux de forêts et séisme (sismicité très faible). Un site publié par le BRGM permet d'évaluer simplement et rapidement les risques d'un bien localisé soit par son adresse soit par le numéro de sa parcelle.
Pour anticiper une remontée des risques de feux de forêt et de végétation vers le nord de la France en lien avec le dérèglement climatique, les services de l’État en région Centre-Val de Loire (DREAL, DRAAF, DDT) avec les SDIS ont réalisé en 2021 un atlas régional du risque de feux de forêt, permettant d’améliorer la connaissance sur les massifs les plus exposés. La commune, étant pour partie dans le massif de Bourgueil, est classée au niveau de risque 1, sur une échelle qui en comporte quatre (1 étant le niveau maximal).

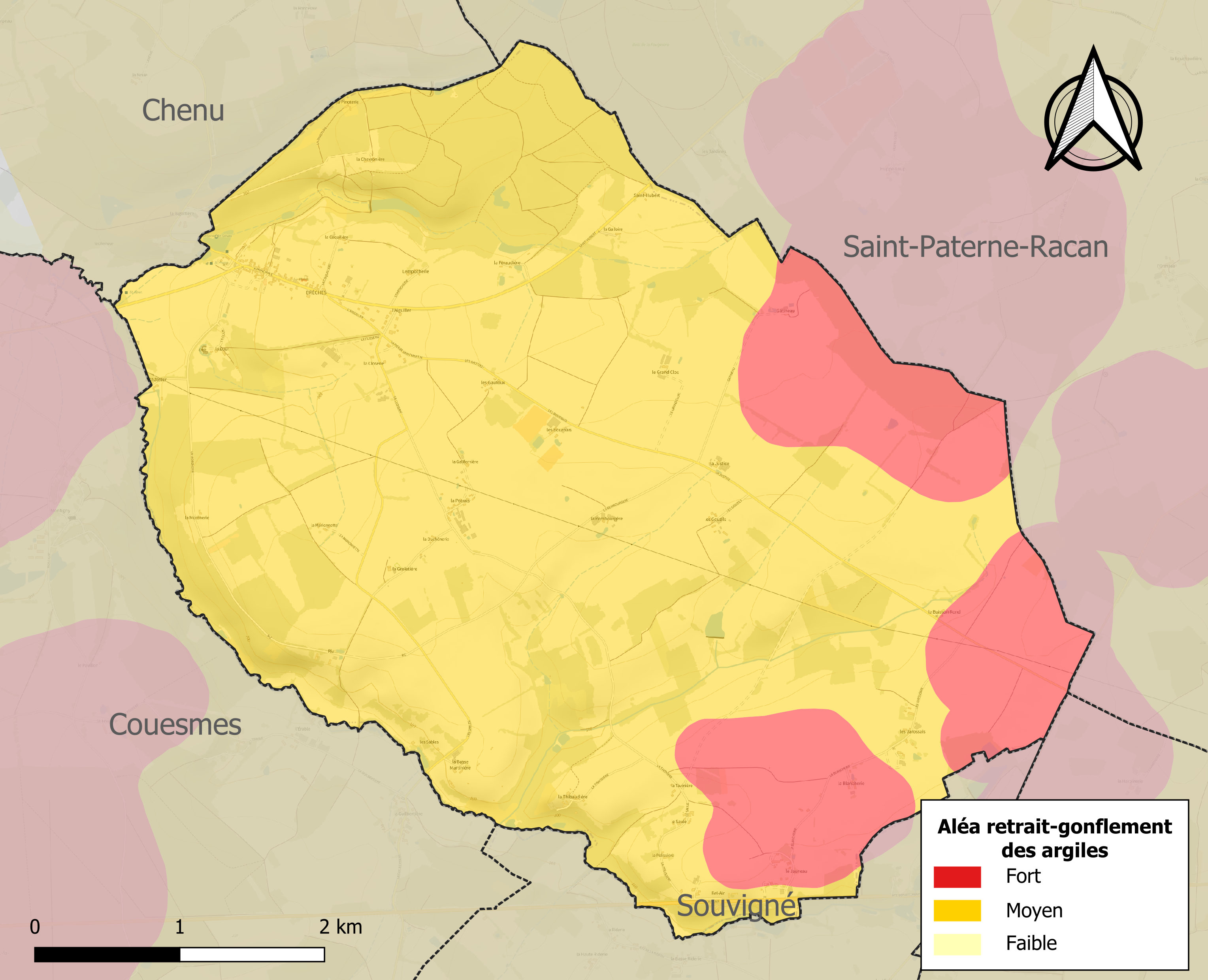
Carte des zones d'aléa retrait-gonflement des sols argileux de Brèches.

Le retrait-gonflement des sols argileux est susceptible d'engendrer des dommages importants aux bâtiments en cas d’alternance de périodes de sécheresse et de pluie. La totalité de la commune est en aléa moyen ou fort (90,2 % au niveau départemental et 48,5 % au niveau national). Sur les 162 bâtiments dénombrés sur la commune en 2019, 162 sont en aléa moyen ou fort, soit 100 %, à comparer aux 91 % au niveau départemental et 54 % au niveau national. Une cartographie de l'exposition du territoire national au retrait gonflement des sols argileux est disponible sur le site du BRGM,.
Concernant les mouvements de terrains, la commune a été reconnue en état de catastrophe naturelle au titre des dommages causés par la sécheresse en 1989 et par des mouvements de terrain en 1999.

## Toponymie
Mentions anciennes de la localité ont été montrées, :Vico Bricca, Briccam v. 590 ; Insecutus Briccam 1044 ; Brechia v.1060 ; ecclesiam de Brechia 1144; de Brechia août 1231 ; Brechie 1231 ; Brechia 1237 ; Brechia, Brochia 1245 ; parochia de Breche, alias de Brochia 1290; Bresches XVIIe siècle ; Brêche XVIIe siècle ; Brèche XVIIIe siècle ; Brèche 1793 ; Brèche 1810.
Bas latin Bricca. Briccos, nom de personne d’origine gauloise, latinisé en Bric-cus, et suffixe féminin a, sous-entendant villa. Le pluriel apparaît au XVIe siècle. Saint Brice (sanctus Brictius) y fit établir une église.

## Histoire
Au Ve siècle, saint Brice, évêque de Tours, fonda une église au village de Bricca, mentionné par Grégoire de Tours. La paroisse se trouvait sur l'itinéraire antique de Tours (Caesarodunum) au Mans (Vindinum).
Un ancien prieuré relevant de l'abbaye Saint-Julien de Tours existait au milieu du XIIe siècle.
Aux XVIIe et XVIIIe siècles, la paroisse de Brèches est rattachée au duché-pairie de Château-la-Vallière.

## Politique et administration

### Liste des maires
| Période                                  | Période  | Identité       | Étiquette | Qualité     |
| ---------------------------------------- | -------- | -------------- | --------- | ----------- |
| mars 2001                                | 2014     | Maurice Houdin |           |             |
| mars 2014                                | En cours | Gérard Vignas  | DVG       | Agriculteur |
| Les données manquantes sont à compléter. |          |                |           |             |

### Tendances politiques et résultats
| Scrutin             | Scrutin             | 1er tour | 1er tour | 1er tour | 1er tour | 1er tour | 1er tour | 1er tour | 1er tour  | 1er tour | 1er tour | 1er tour  | 1er tour | 2d tour | 2d tour | 2d tour | 2d tour | 2d tour | 2d tour |
| Scrutin             | Scrutin             | 1er      | 1er      | %        | 2e       | 2e       | %        | 3e       | 3e        | %        | 4e       | 4e        | %        | 1er     | 1er     | %       | 2e      | 2e      | %       |
| ------------------- | ------------------- | -------- | -------- | -------- | -------- | -------- | -------- | -------- | --------- | -------- | -------- | --------- | -------- | ------- | ------- | ------- | ------- | ------- | ------- |
| Présidentielle 2017 | Présidentielle 2017 |          | FN       | 32,92    |          | LR       | 21,12    |          | EM        | 15,53    |          | LFI       | 12,42    |         | FN      | 58,82   |         | EM      | 41,18   |
| Présidentielle 2022 | Présidentielle 2022 |          | RN       | 38,10    |          | LREM     | 25,60    |          | LFI       | 7,74     |          | RES       | 7,14     |         | RN      | 62,58   |         | LREM    | 37,42   |
| Législatives 2022   | 5e                  |          | RN       | 37,14    |          | LR       | 15,24    |          | MoDem-Ens | 14,29    |          | PCF-Nupes | 14,29    |         | RN      | 61,47   |         | MoDem   | 38,53   |
| Législatives 2024   | 5e                  |          | RN       | 55,41    |          | PCF-NFP  | 17,83    |          | LR        | 12,10    |          | MoDem-Ens | 10,83    |         | RN      | 62,94   |         | MoDem   | 37,06   |

## Population et société

### Évolution démographique
L'évolution du nombre d'habitants est connue à travers les recensements de la population effectués dans la commune depuis 1793. Pour les communes de moins de 10 000 habitants, une enquête de recensement portant sur toute la population est réalisée tous les cinq ans, les populations de référence des années intermédiaires étant quant à elles estimées par interpolation ou extrapolation. Pour la commune, le premier recensement exhaustif entrant dans le cadre du nouveau dispositif a été réalisé en 2008.

En 2022, la commune comptait 222 habitants, en évolution de −18,98 % par rapport à 2016 (Indre-et-Loire : +1,67 %, France hors Mayotte : +2,11 %).
| 1793 | 1800 | 1806 | 1821 | 1831 | 1836 | 1841 | 1846 | 1851 |
| ---- | ---- | ---- | ---- | ---- | ---- | ---- | ---- | ---- |
| 374  | 333  | 564  | 405  | 411  | 416  | 427  | 438  | 436  |

| 1856 | 1861 | 1866 | 1872 | 1876 | 1881 | 1886 | 1891 | 1896 |
| ---- | ---- | ---- | ---- | ---- | ---- | ---- | ---- | ---- |
| 430  | 467  | 436  | 432  | 411  | 431  | 442  | 435  | 423  |

| 1901 | 1906 | 1911 | 1921 | 1926 | 1931 | 1936 | 1946 | 1954 |
| ---- | ---- | ---- | ---- | ---- | ---- | ---- | ---- | ---- |
| 401  | 407  | 383  | 368  | 337  | 323  | 322  | 289  | 322  |

| 1962 | 1968 | 1975 | 1982 | 1990 | 1999 | 2006 | 2008 | 2013 |
| ---- | ---- | ---- | ---- | ---- | ---- | ---- | ---- | ---- |
| 314  | 300  | 236  | 250  | 241  | 255  | 279  | 286  | 298  |

| 2018 | 2022 | - | - | - | - | - | - | - |
| ---- | ---- | - | - | - | - | - | - | - |
| 221  | 222  | - | - | - | - | - | - | - |

## Culture locale et patrimoine

### Lieux et monuments
- Maison natale d'Alfred Velpeau. Cette maison fut transformée en 2004 en salle de réunions grâce à des subventions européennes et du conseil général.
- La "Pierre Saint-Martin" est probablement le monument le plus ancien de la commune. Ce mégalithe[48] est un bloc de grès en forme de parallélépipède haut de 1,70 m, large de 65 cm sur le grand côté et de 25 cm sur le petit côté[49]. Les études menées sur la « Pierre Saint-Martin » ont révélé qu'il s'agit d'un menhir préhistorique qui a été retaillé sur les quatre côtés pour former le parallélépipède que l'on connaît[49]. Lors de sa découverte, le mégalithe était parfaitement vertical et légèrement enfoncé dans le sol. Son plus grand côté était orienté vers l'ancienne voie gallo-romaine, probablement celle reliant Cæsarodunum à Vindunum (respectivement les villes de Tours et du Mans)[50]. Cette borne étant anépigraphe, c'est-à-dire ne portant aucune inscription, ni de nombre de milles romains par rapport à la ville de départ, ne peut donc pas être appelé "borne milliaire" mais plutôt "borne itinéraire" ou "routière" gallo-romaine. Après avoir quitté la ville de Brèches, le tracé de cette route antique, dont les vestiges dégagés à ce jour présentent une discontinuité, se prolonge en direction du Nord-Ouest, traversant ainsi certains sites gallo-romains de la Sarthe tels que celui de la commune de Vaas et très probablement celui d'Aubigné-Racan[49],[50].
- Au Ve siècle, saint Brice, évêque de Tours, fonda une église au village de Bricca. Cette église agrandie au fil des siècles est aujourd'hui l'église Saint-Martin.

### Personnalités liées à la commune
- Alfred Velpeau